# Government Museum (Chennai)

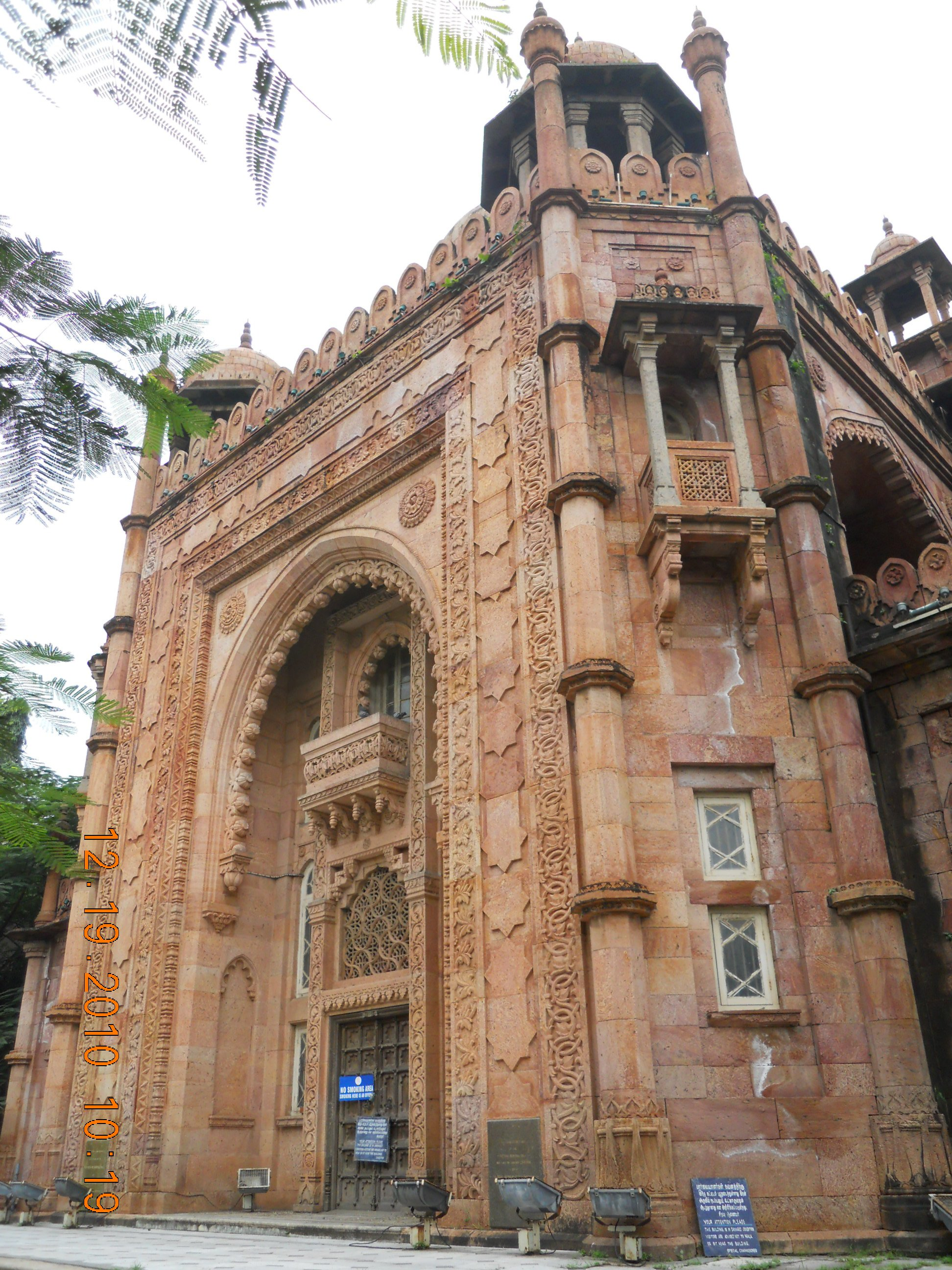
Gebäude der National Art Gallery im indo-sarazenischen Stil

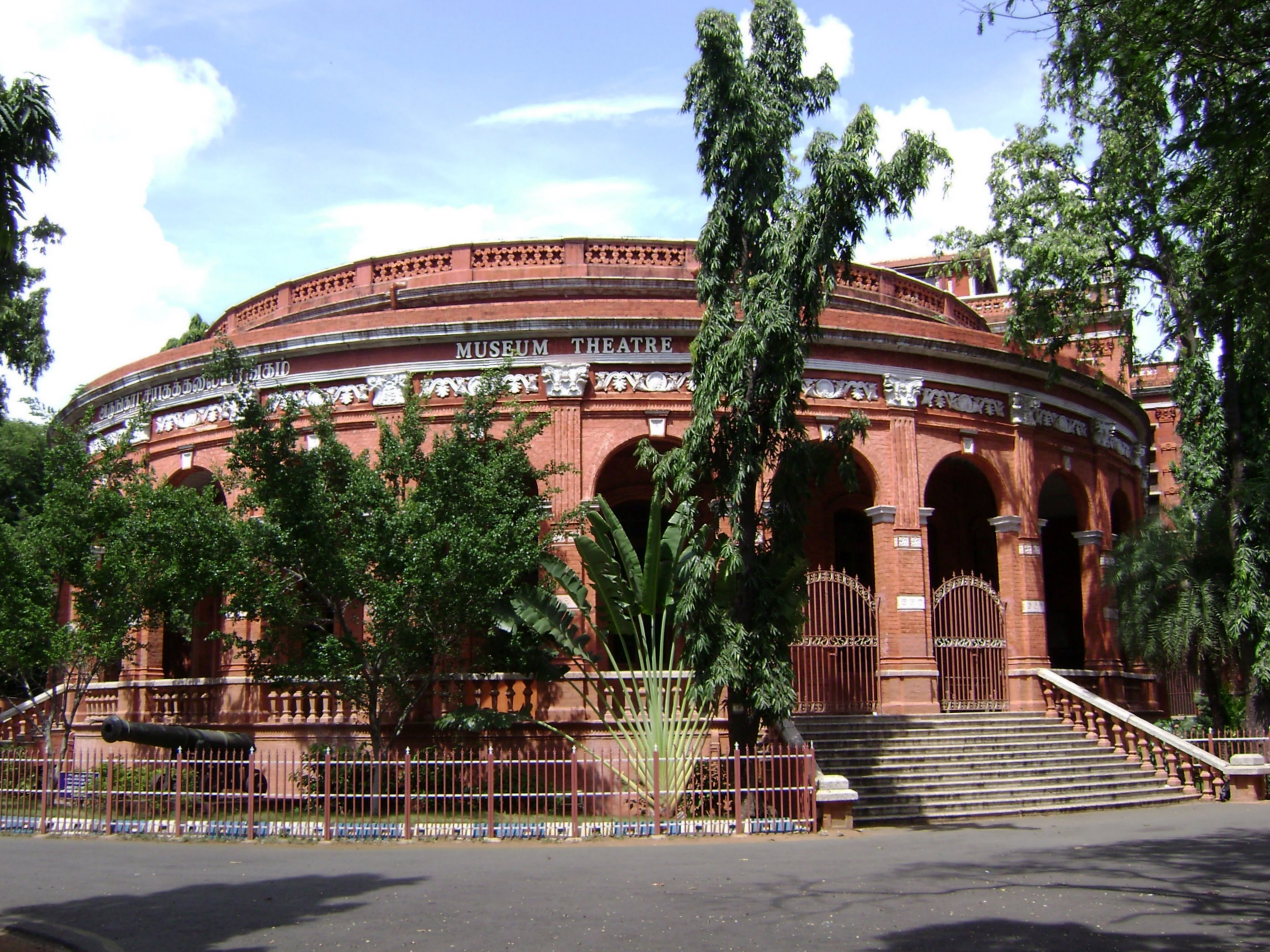
Museumstheater

Das Government Museum (auch Egmore Museum) in der südindischen Millionenstadt Chennai (ehemals Madras) gehört  – neben dem Nationalmuseum Neu-Delhi und dem Indian Museum in Kolkata (ehemals Kalkutta) – zu den führenden Museen des Landes.

## Lage
Das Government Museum befindet sich im Stadtteil Egmore etwa einen Kilometer südwestlich des Bahnhofs Chennai Egmore.

## Geschichte
Das Museum wurde unter britischer Herrschaft im Jahr 1851 gegründet; an der heutigen Stelle befindet es sich seit dem Jahr 1854. Von 1855 bis 1863 war auf dem Gelände auch ein Zoo untergebracht, der jedoch verlegt wurde. In den Jahren 1864 bis 1890 kamen mehrere Gebäude hinzu, so dass man von einem Museumskomplex sprechen kann.

## Abteilungen
Das Museum ist gegliedert in die Abteilungen Archäologie, Numismatik, Kunst, Anthropologie, Zoologie, Botanik und Geologie; daneben gibt es spezielle Abteilung für Kinder (Children’s Museum), zwei Bibliotheken und ein Theatergebäude.
Höhepunkte der Sammlungen sind die Funde aus den Ausgrabungen im Bereich des buddhistischen Stupas von Amaravati und die südindischen Bronzen aus der Zeit der tamilischen Chola-Dynastie (10.–12. Jahrhundert), von denen jedoch die schönsten über diverse Museen der Welt verteilt sind. Außerdem gibt es eine Galerie mit römischen Funden, darunter auch in Indien gefundene Münzen.